# 野球ブンデスリーガ (オーストリア)
野球ブンデスリーガ（ドイツ語: Baseball Bundesliga）は、オーストリアのプロ野球リーグ。かつてはオーストリアン・ベースボールリーグ（英語: Austrian Baseball League）及びベースボールリーグ・オーストリア（英語: Baseball League Austria）と呼ばれていた。2024年現在、2チームが欧州における野球クラブチームの国際大会システムで2部相当のヨーロピアンカップ（英語: Baseball European Cup）に参戦している。下部組織として2部リーグにあたる野球2.ブンデスリーガ（東西2地区、各2組8チーム）、3部リーグにあたる野球ランデスリーガがある。

## 歴史
オーストリアでは1940年代から1950年代にかけて、当時ウィーンに駐留していたアメリカ人たちによって野球が行われていた。しかし、1955年にアメリカ軍が撤退すると、その発展は終わりを告げた。
再びオーストリアで野球がプレーされるようになったのは1980年代初頭のことであり、1982年にはウィーンで3つのクラブ（WBVホームランナーズ、ロードランナーズ、シティボーイズ）が活動を開始した。なお、このうち現在も活動しているのはホームランナーズ（現在のウィーン・メトロスターズ）だけである。
1984年には、ウィーンとリンツから4チームが参加して第1回オーストリア野球選手権が開催された。この選手権大会を母体として、翌1985年には4チームによるリーグ戦（オーストリアン・ベースボールリーグ）が開始された。
その後、参加チーム数は徐々に増加し、8チーム制が定着した1997年からはプレーオフに進出するチーム数が2から4に拡大された。2013年から2016年までは6チームでの実施となっていたが、2017年には10チームに拡大されるとともにベースボールリーグ・オーストリア（BLA）へと改称され、プレーオフに進出するチーム数も6へと増加した。
2020年には1部リーグが野球ブンデスリーガと再び改称され、2021年からは東西2地区制を導入。2023年からは1地区制に戻るなど、近年は開催形式が頻繁に変更されている。

## 試合形式
レギュラーシーズンでは各チームが24試合を戦い、上位4チームがトーナメント方式のプレーオフに出場する。5試合制（3戦先取）の準決勝を突破した2チームが同じく5試合制（3戦先取）の決勝に進出し、年間チャンピオンを決める。

## 参加チーム
2025年シーズンの参加チームは以下の通りである。
| チーム                                                                           | 本拠地                                             |
| -------------------------------------------------------------------------------- | -------------------------------------------------- |
| シュヴェヒャート・ブルーバッツ Schwechat Blue Bats (BB)                          | ニーダーエスターライヒ州シュヴェヒャート           |
| ダイビングダックス・ウィーナー・ノイシュタット Diving Ducks Wiener Neustadt (DD) | ニーダーエスターライヒ州ウィーナー・ノイシュタット |
| トライスキルヒェン・グラスホッパーズ Traiskirchen Grasshoppers (GH)              | ニーダーエスターライヒ州トライスキルヒェン         |
| ハルト・ブルズ Hard Bulls (HB)                                                   | フォアアールベルク州ハルト                         |
| ドルンビルン・インディアンズ Dornbirn Indians (IN)                               | フォアアールベルク州ドルンビルン                   |
| ウィーン・メトロスターズ Vienna Metrostars (MS)                                  | ウィーン                                           |
| ウィーン・ワンダラーズ Vienna Wanderers (VW)                                     | ウィーン                                           |

## 年度別成績
| 回                                 | 年   | 球団数 | 優勝チーム                                     | 優勝回数      | 勝 | 敗 | 準優勝チーム                                   |
| ---------------------------------- | ---- | ------ | ---------------------------------------------- | ------------- | -- | -- | ---------------------------------------------- |
| オーストリアン・ベースボールリーグ |      |        |                                                |               |    |    |                                                |
| 1                                  | 1985 | 4      | WBVホームランナーズ                            | 初優勝        |    |    | ウィーン・ロードランナーズ                     |
| 2                                  | 1986 | 3      | WBVホームランナーズ                            | 2年連続2回目  |    |    | ウィーン・ロードランナーズ                     |
| 3                                  | 1987 | 5      | WBVホームランナーズ                            | 3年連続3回目  |    |    | ウィーン・バックス                             |
| 4                                  | 1988 | 5      | WBVホームランナーズ                            | 4年連続4回目  |    |    | ウィーン・バックス                             |
| 5                                  | 1989 | 6      | WBVホームランナーズ                            | 5年連続5回目  |    |    | SCシュヴァーツ・タイガース                     |
| 6                                  | 1990 | 6      | ウィーン・ワンダラーズ                         | 初優勝        |    |    | WBVホームランナーズ                            |
| 7                                  | 1991 | 6      | シュポルトウニオン・ウィーン・ブルドッグス     | 初優勝        |    |    | WBVホームランナーズ                            |
| 8                                  | 1992 | 7      | WBVホームランナーズ・ウィーン・ライオンズ      | 3年ぶり6回目  |    |    | ウィーン・ワンダラーズ                         |
| 9                                  | 1993 | 8      | シュポルトウニオン・ウィーン・ブルドッグス     | 2年ぶり2回目  |    |    | WBVホームランナーズ・ウィーン・ライオンズ      |
| 10                                 | 1994 | 7      | WBVホームランナーズ・ウィーン・ライオンズ      | 2年ぶり7回目  |    |    | シュポルトウニオン・ウィーン・ブルドッグス     |
| 11                                 | 1995 | 7      | SCシュヴァーツ・タイガース                     | 初優勝        |    |    | シュポルトウニオン・ウィーン・ブルドッグス     |
| 12                                 | 1996 | 8      | WBVホームランナーズ・ウィーン・ライオンズ      | 2年ぶり8回目  |    |    | SCシュヴァーツ・タイガース                     |
| 13                                 | 1997 | 8      | シュポルトウニオン・ウィーン・ブルドッグス     | 4年ぶり3回目  |    |    | WBVホームランナーズ・ウィーン・ライオンズ      |
| 14                                 | 1998 | 8      | SCシュヴァーツ・タイガース                     | 3年ぶり2回目  |    |    | シュポルトウニオン・ウィーン・ブルドッグス     |
| 15                                 | 1999 | 8      | ドルンビルン・インディアンズ                   | 初優勝        |    |    | リンツ・バンディッツ                           |
| 16                                 | 2000 | 8      | ウィーン・ブルドッグス                         | 3年ぶり4回目  |    |    | クーフシュタイン・ヴァイキングス               |
| 17                                 | 2001 | 8      | ハルト・ブルズ                                 | 初優勝        |    |    | ウィーン・ワンダラーズ                         |
| 18                                 | 2002 | 6      | クーフシュタイン・ヴァイキングス               | 初優勝        |    |    | ハルト・ブルズ                                 |
| 19                                 | 2003 | 6      | ドルンビルン・インディアンズ                   | 4年ぶり2回目  |    |    | ダイビングダックス・ウィーナー・ノイシュタット |
| 20                                 | 2004 | 8      | BSCクーフシュタイン・ヴァイキングス            | 2年ぶり2回目  | 3  | 0  | ダイビングダックス・ウィーナー・ノイシュタット |
| 21                                 | 2005 | 8      | ウィーン・メトロスターズ                       | 9年ぶり9回目  | 3  | 2  | ウィーン・ワンダラーズ                         |
| 22                                 | 2006 | 8      | ウィーン・メトロスターズ                       | 2年連続10回目 | 3  | 1  | BSCクーフシュタイン・ヴァイキングス            |
| 23                                 | 2007 | 8      | ウィーン・メトロスターズ                       | 3年連続11回目 | 3  | 1  | BSCクーフシュタイン・ヴァイキングス            |
| 24                                 | 2008 | 8      | アスレチックス・アットナング＝プッフハイム     | 初優勝        | 3  | 1  | BSCクーフシュタイン・ヴァイキングス            |
| 25                                 | 2009 | 8      | ウィーン・ワンダラーズ                         | 19年ぶり2回目 | 3  | 0  | シュヴァーツ・タイガース                       |
| 26                                 | 2010 | 8      | アスレチックス・アットナング＝プッフハイム     | 2年ぶり2回目  | 3  | 0  | シュヴァーツ・タイガース                       |
| 27                                 | 2011 | 8      | ウィーン・メトロスターズ                       | 4年ぶり12回目 | 3  | 1  | アスレチックス・アットナング＝プッフハイム     |
| 28                                 | 2012 | 8      | ウィーン・ワンダラーズ                         | 3年ぶり3回目  | 3  | 0  | ダイビングダックス・ウィーナー・ノイシュタット |
| 29                                 | 2013 | 6      | ウィーン・ワンダラーズ                         | 2年連続4回目  | 4  | 3  | ウィーン・メトロスターズ                       |
| 30                                 | 2014 | 6      | ウィーン・メトロスターズ                       | 3年ぶり13回目 | 4  | 3  | ドルンビルン・インディアンズ                   |
| 31                                 | 2015 | 6      | ウィーン・ワンダラーズ                         | 2年ぶり5回目  | 4  | 1  | ダイビングダックス・ウィーナー・ノイシュタット |
| 32                                 | 2016 | 6      | アスレチックス・アットナング＝プッフハイム     | 6年ぶり3回目  | 4  | 2  | ダイビングダックス・ウィーナー・ノイシュタット |
| ベースボールリーグ・オーストリア   |      |        |                                                |               |    |    |                                                |
| 33                                 | 2017 | 10     | アスレチックス・アットナング＝プッフハイム     | 2年連続4回目  | 4  | 3  | ウィーン・ワンダラーズ                         |
| 34                                 | 2018 | 10     | ウィーン・メトロスターズ                       | 4年ぶり14回目 | 4  | 2  | ドルンビルン・インディアンズ                   |
| 35                                 | 2019 | 9      | ドルンビルン・インディアンズ                   | 16年ぶり3回目 | 4  | 0  | ウィーン・メトロスターズ                       |
| 野球ブンデスリーガ                 |      |        |                                                |               |    |    |                                                |
| 36                                 | 2020 | 8      | ウィーン・メトロスターズ                       | 2年ぶり15回目 | 3  | 1  | トライスキルヒェン・グラスホッパーズ           |
| 37                                 | 2021 | 9      | ダイビングダックス・ウィーナー・ノイシュタット | 初優勝        | 3  | 1  | ウィーン・メトロスターズ                       |
| 38                                 | 2022 | 9      | ウィーン・ワンダラーズ                         | 7年ぶり6回目  | 3  | 2  | ドルンビルン・インディアンズ                   |
| 39                                 | 2023 | 7      | ダイビングダックス・ウィーナー・ノイシュタット | 2年ぶり2回目  | 3  | 2  | ウィーン・メトロスターズ                       |
| 40                                 | 2024 | 7      | ダイビングダックス・ウィーナー・ノイシュタット | 2年連続3回目  | 3  | 2  | ウィーン・メトロスターズ                       |

## 統計

### 球団別優勝回数
| チーム名                                       | 回数 | 優勝年                                                                                   |
| ---------------------------------------------- | ---- | ---------------------------------------------------------------------------------------- |
| ウィーン・メトロスターズ                       | 15   | 1985, 1986, 1987, 1988, 1989, 1992, 1994, 1996, 2005, 2006, 2007, 2011, 2014, 2018, 2020 |
| ウィーン・ワンダラーズ                         | 6    | 1990, 2009, 2012, 2013, 2015, 2022                                                       |
| ASAKアスレチックス                             | 4    | 2008, 2010, 2016, 2017                                                                   |
| ウィーン・ブルドッグス                         | 4    | 1991, 1993, 1997, 2000                                                                   |
| ダイビングダックス・ウィーナー・ノイシュタット | 3    | 2021, 2023, 2024                                                                         |
| ドルンビルン・インディアンズ                   | 3    | 1999, 2003, 2019                                                                         |
| BSCクーフシュタイン・ヴァイキングス            | 2    | 2002, 2004                                                                               |
| シュヴァーツ・タイガース                       | 2    | 1995, 1998                                                                               |
| ハルト・ブルズ                                 | 1    | 2001                                                                                     |

※2023年シーズン終了時点。太字は2024年シーズンの参加チーム。

### 球団別通算成績

#### レギュラーシーズン（2004年以降）
| チーム名                                         | 年数 | 試合 | 勝  | 敗  | 勝率  |
| ------------------------------------------------ | ---- | ---- | --- | --- | ----- |
| ウィーン・ワンダラーズ                           | 20   | 504  | 334 | 170 | 0.663 |
| ウィーン・メトロスターズ                         | 20   | 504  | 327 | 177 | 0.649 |
| ASAKアスレチックス                               | 19   | 478  | 281 | 196 | 0.588 |
| ドルンビルン・インディアンズ                     | 18   | 444  | 246 | 198 | 0.554 |
| ダイビング・ダックス・ウィーナー・ノイシュタット | 16   | 368  | 198 | 170 | 0.538 |
| ストックシティ・カブス                           | 14   | 352  | 133 | 219 | 0.378 |
| BSCクーフシュタイン・ヴァイキングス              | 12   | 324  | 151 | 173 | 0.466 |
| ハルト・ブルズ                                   | 8    | 204  | 69  | 135 | 0.338 |
| トライスキルヒェン・グラスホッパーズ             | 7    | 176  | 84  | 92  | 0.477 |
| シュヴァーツ・タイガース                         | 6    | 166  | 66  | 100 | 0.398 |
| シュヴェヒャート・ブルーバッツ                   | 6    | 163  | 56  | 107 | 0.344 |
| フェルトキルシュ・カージナルス                   | 6    | 151  | 29  | 123 | 0.192 |
| トゥルン・レイヴンズ                             | 2    | 52   | 7   | 45  | 0.135 |
| グラマシュテッテン・ハイランダーズ               | 1    | 28   | 7   | 21  | 0.250 |
| リンツ・バンディッツ                             | 1    | 28   | 4   | 24  | 0.143 |
| グラーツ・ダーティソックス                       | 1    | 28   | 4   | 24  | 0.143 |
| ロールバッハ・クレイジーギース                   | 1    | 28   | 3   | 25  | 0.107 |

※2023年シーズン終了時点。太字は2024年シーズンの参加チーム。

#### プレーオフ（2004年以降）
| チーム名                                         | 年数 | 試合 | 勝 | 敗 | 勝率  |
| ------------------------------------------------ | ---- | ---- | -- | -- | ----- |
| ウィーン・メトロスターズ                         | 17   | 143  | 83 | 60 | 0.580 |
| ウィーン・ワンダラーズ                           | 18   | 135  | 72 | 63 | 0.533 |
| ASAKアスレチックス                               | 14   | 93   | 51 | 42 | 0.548 |
| ダイビング・ダックス・ウィーナー・ノイシュタット | 11   | 80   | 39 | 41 | 0.488 |
| ドルンビルン・インディアンズ                     | 11   | 73   | 36 | 37 | 0.493 |
| BSCクーフシュタイン・ヴァイキングス              | 7    | 46   | 21 | 25 | 0.457 |
| シュヴァーツ・タイガース                         | 4    | 25   | 8  | 17 | 0.320 |
| ストックシティ・カブス                           | 3    | 18   | 7  | 11 | 0.389 |
| トライスキルヒェン・グラスホッパーズ             | 4    | 17   | 6  | 11 | 0.353 |
| ハルト・ブルズ                                   | 4    | 9    | 0  | 9  | 0.000 |
| フェルトキルシュ・カージナルス                   | 2    | 4    | 0  | 4  | 0.000 |
| シュヴェヒャート・ブルーバッツ                   | 1    | 3    | 0  | 3  | 0.000 |

※2023年シーズン終了時点。太字は2024年シーズンの参加チーム。